# Kelly Sue DeConnick
Kelly Sue DeConnick (Portland, 15 luglio 1970) è una fumettista statunitense.
Nota soprattutto per il suo lavoro alla Marvel Comics sulla testata di Capitan Marvel e per la serie creator owned Pretty Deadly edita da Image Comics, per le quali ha ricevuto nel 2014 una nomination agli Eisner Awards nella categoria miglior scrittore. La rivista Fast Company l'ha inserita nella Top 100 delle personalità più creative del 2015.

## Biografia
Trascorre la propria infanzia leggendo fumetti e viaggiando in varie basi militari a causa della professione del padre, agente dell'aeronautica. Nel 1993 si laurea con un Bachelor of Arts in arti drammatiche all'Università del Texas ad Austin.

## Carriera
La sua prima esperienza professionale con i fumetti avviene nell'ambito giornalistico, scrivendo recensioni e articoli di approfondimento per il sito Artbomb. Entrata nel mondo dell'editoria, svolge il ruolo di assistente per diversi scrittori, venendo inoltre citata da Neil Gaiman nei ringraziamenti del romanzo American Gods, spingendo l'editor Jamie S. Rich a raccomandarla alla casa editrice Tokyopop, per la quale traduce fumetti giapponesi e coreani per cinque anni. Debutta come scrittrice di fumetti con la serie 30 giorni di buio: Eben & Stella, in collaborazione con Steve Niles, e scrive diverse storie brevi per l'antologica Comic Book Tattoo, basata sui lavori della musicista Tori Amos.
La sua collaborazione per la Marvel Comics comincia nel 2010 grazie al marito Matt Fraction, che la introduce all'editor Alejandro Arbona, curatore della Women of Marvel Initiative. I suoi primi lavori per l'editore sono i one-shot Sif e Rescue, oltre a una storia per l'antologica Girl Comics. Scrive inoltre la miniserie Osborn: il diavolo dietro le sbarre, dando inizio alla collaborazione con la disegnatrice Emma Ríos.
Nel 2012, in occasione del rilancio Marvel NOW!, diviene la scrittrice della testata Captain Marvel, che segna il debutto del personaggio di Carol Danvers nel ruolo che fu di Mar-Vell e sarà fonte di ispirazione per il film del Marvel Cinematic Universe Captain Marvel, con protagonista Brie Larson. Contemporaneamente scrive anche la serie Avengers Assemble.
Nel 2013 collabora di nuovo con Emma Ríos alla serie creator owned Pretty Deadly, pubblicata da Image Comics.
Nel 2014 rilancia il personaggio di Ghost per Dark Horse Comics con una miniserie omonima disegnata da Phil Noto, il cui buon successo spinge l'editore a lanciare una serie regolare durata 12 numeri. Realizza inoltre la serie sci-fi femminista Bitch Planet per Image Comics, disegnata da Valentine de Landro.
Nel 2019 debutta in DC Comics come scrittrice della testata Aquaman, diventando la prima donna a sceneggiarla.
Nel 2020 torna a lavorare su Pretty Deadly con la miniserie The Rat, sempre in coppia con Emma Ríos.

## Vita privata
Nel 2008 sposa il collega Matt Fraction, conosciuto nel 2001 su un forum Delphi gestito da Warren Ellis. Con il marito ha concepito i due figli Henry Leo e Tallulah Louise. È stata una alcolista fino al 2000, anno in cui comincia a frequentare annualmente le riunioni della Alcolisti Anonimi dopo che un amico l'aveva sfidata a smettere di bere e lei aveva realizzato di non esserne capace da sola. Da allora ha smesso definitivamente di bere alcolici.

## Opere

### Marvel Comics
- Sif, one-shot I am the Lady Sif (con Ryan Stegman, aprile 2010)
- Osborn: il diavolo dietro le sbarre, miniserie (con Emma Ríos, novembre 2010 - aprile 2011)
- Captain America and The Secret Avengers, one-shot, "All the Pretty Monsters" (con Greg Tocchini, marzo 2011)
- Castle: Richard Castle's Deadly Storm (graphic novel, con Brian Michael Bendis e Lan Medina, settembre 2011)
- Captain Marvel vol. 6 (luglio 2012 - novembre 2013) e vol. 7 (marzo 2014 - luglio 2015)
- Avengers Assemble (novembre 2012 - marzo 2014)

### DC Comics
- Supergirl vol. 5 (con ChrisCross, giugno 2011 - agosto 2011)
- The Witching Hour (con Ming Doyle dicembre 2013)
- Adventures of Superman (con Valentine De Landro, novembre 2014)
- Aquaman vol. 8 (con Robson Rocha, febbraio 2019 - novembre 2020)

### Image Comics
- Bitch Planet (con Valentine De Landro, 2014 - in corso)
- Pretty Deadly (ottobre 2013 - aprile 2014)
- 24Seven Volume 1 e 2 (con altri artisti, agosto 2006 - 2007)

### Dark Horse Comics
- Ghost vol. 3 (settembre 2012 - marzo 2013) e vol. 4 #1-4 (dicembre 2013 - giugno 2014)
- Prometheus: Fire and Stone - Omega, one-shot (con Agustin Alessio, febbraio 2015)

### IDW Publishing
- 30 giorni di buio: Eben & Stella, miniserie (maggio 2007 - agosto 2007)